# Lonchaea patens
Lonchaea patens is een vliegensoort uit de familie van de Lonchaeidae. De wetenschappelijke naam van de soort is voor het eerst geldig gepubliceerd in 1953 door Collin.